# أحمد علام
أحمد علام (20 يوليو 1899 - 2 سبتمبر 1962)، ممثل مصري.

## عن حياته
ولد أحمد محمد مصطفى علام في سندبيس مركز القناطر الخيرية، الأب يعمل عمده. بدأ حياته موظفاً في وزارة الحقانية وعمل مع فرقة عبد الرحمن رشدي عام 1923. انضم لفرقة رمسيس وتركها عام 1930 لينضم إلى فرقة فاطمة رشدي، ثم عاد إلى تكوين اتحاد الممثلين الذي استمر أكثر من 6 شهور، ثم انضم إلى الفرقة القومية عندما تكونت، وظل بها بعد أن صارت فرقة المسرح القومي بعد وفاته. أصيبت عيناه بانفصال شبكي مما منعه من الوقوف على المسرح، وسافر إلى ألمانيا للعلاج، عمل في بداية حياته مخرجاً للفرق المسرحية بالمدارس الثانوية ومن بين تلاميذه فاخر فاخر، في عام 1927 أصدر مجلة فنية ولكنه لم يستمر طويلاً في إصدارها، أنشأ نقابة الممثلين، من أشهر أدواره على المسرح مجنون ليلى، مارك أنطونيو، شجرة الدر، عنترة بن شداد، ، شهريار، عمل مدرباً للتمثيل في جامعة القاهرة والإسكندرية، ثم مستشار التمثيل في جامعة الثقافة الحرة. آخر مسرحياته كانت دموع إبليس عام 1959 ، حصل على وسام العلوم والفنون من الدرجة الأولى عام 1960 في عيد العلم الثاني، فقد بصره في أواخر أيامه، وضعته الأفلام دوماً في دور الرجل الارستقراطي الثري القاسي القلب، مثل أنا بنت مين، ورد قلبي، وقلوب العذارى.

## أعمال

### أفلام
| - زي عود الكبريت:2014-مربي وحيد (مشاهد أرشيفية) - خالد بن الوليد:1958-الوليد بن المغيرة - مع الأيام:1958-الدكتور طلعت - قلوب العذارى:1958-الباشا - عواطف:1958-رضوان حمو مجدي - رد قلبي:1957-الأمير إسماعيل كمال - المجد:1957 - بنات الليل:1955-الدكتور - ثورة المدينة:1955 - الله معنا:1955 - المجرم:1954-أمين عاصم | - ارحم دموعي:1954-أبو المجد - السيد البدوي:1953 - أنا بنت مين:1952-محرم جلال - غضب الوالدين:1952-مدير الشركة - جنة و نار:1952 - عاصفة في الربيع:1951-مصطفى بك - أيام شبابي:1950-المحامي - أرواح هائمة:1949 - ولدي:1949-توفيق بيه سامي - المستقبل المجهول:1948-الدكتور فوزي - عاشت في الظلام:1948 | - نحو المجد:1948 - فتح مصر:1948 - رجل لا ينام:1948-الدكتور عزت - الحلقة المفقودة:1948 - قلبي وسيفي:1947 - شادية الوادي:1947 - غروب:1947 - هدية:1947 - الموسيقار:1946 - الماضي المجهول:1946-الطبيب | - شمعة تحترق:1946-منير بيه - قضية اليوم:1943 - خفايا الدنيا:1942 - تحت السلاح:1940 - يوم سعيد:1940 - شهيد الجلجثة (فيلم) 1952-السيد المسيح (دبلجة صوتية) - أنشوده الراديو:1936-أحمد - وداد:1936-باهر - الغندورة:1935 - بنت النيل:1929-الزوج محمود بك |

### أخرى
- الخطة رقم 13-ضابط المباحث
- عيشة المقامر
- مذكرات المرحوم
- بسطاويسي مسافر ليه

## روابط خارجية
- أحمد علام على موقع IMDb (الإنجليزية)
- أحمد علام على موقع قاعدة بيانات الأفلام العربية